# Saint-Priest, Ardèche

Saint-Priest este o comună în departamentul Ardèche din sud-estul Franței. În 1 ianuarie 2022 avea o populație de 1.337 de locuitori.